# Eadbert I van Kent
Eadbert I van Kent (overleden in 748) was van 725 tot aan zijn dood medekoning van het Angelsaksische koninkrijk Kent. Hij behoorde tot de Oiscingas-dynastie.

## Levensloop
Eadbert I was een zoon van koning Wihtred van Kent. Zijn moeder was ofwel Cynegyth, Æthelburg of Wærburg, een van de drie echtgenotes van Wihtred.
Na de dood van zijn vader in 725 erfde hij diens bezittingen samen met zijn broers Æthelberht II en Aelfric. Æthelberht kreeg als oudste broer het oosten van Kent en het opperheerschap toegewezen en Eadbert regeerde in West-Kent, terwijl Aelfric slechts een bescheiden deel verwierf en kort nadien uit de contemporaine bronnen verdween. 
Eadbert stierf in 748 en werd in West-Kent opgevolgd door zijn zoon Eardwulf. Zijn broer Æthelberht II overleefde hem en was nog tot 762 koning van Oost-Kent en opperkoning.